# Burkhard von Passau
Burkhard (* unbekannt; † 915) war von 903 bis 915 der 14. Bischof von Passau.
Burkhard war zunächst Vorsteher des Stifts Altötting und wurde um das Jahr 903 Passauer Bischof. Noch im gleichen Jahr berief er eine Diözesansynode ein.
Am 8. September 903 beurkundete Burkhard die Schenkung von Messgewändern und einigen Büchern seines Chorbischofs Madalwin an die Passauer Kirche. Dieses Dokument ist das früheste Schriftstück eines Passauer Bischofs und wird daher als die erste Passauer Bischofsurkunde angesehen.
Im Jahr 907 unterstützte er den Feldzug König Ludwigs und Graf Luitpolds gegen die Ungarn. Burkhard begleitete den König nach Enns. Als die beiden dort die Nachricht von der Niederlage in der Schlacht von Pressburg (6. Juli 907) und dem Tod Luitpolds erhielten, floh Burkhard gemeinsam mit dem König nach Passau.